# Gerard van het Reve sr.
Gerardus Johannes Marinus (Gerard) van het Reve (Enschede, 11 april 1892 – Laren, 18 februari 1975) was een Nederlandse communistische journalist en schrijver. Hij was de vader van de bekende schrijver Gerard Kornelis van het Reve (ook wel Gerard Reve) en van schrijver/slavist Karel van het Reve en overgrootvader van schrijver Jonathan van het Reve.
Van het Reve publiceerde onder de pseudoniemen Gerard Vanter, G. Revers, Gerard van Woensel, Rinko Wiersma, George van Buuren, Oom Jaap, Ru Vahé en De Uitgeefster.

## Jeugd
Van het Reve heeft het communisme met de paplepel ingegoten gekregen. Hij kwam weliswaar uit een rooms-katholiek gezin, maar erg streng in de leer was het gezin niet. Vader Van het Reve was een bewonderaar van Ferdinand Domela Nieuwenhuis en bevriend met meerdere militante socialisten. Zo werd de interesse voor het socialisme en communisme gewekt. De arbeidersstakingen in Twente (rond 1900) en de armoede van de textielarbeiders maakten diepe indruk op de toen nog jonge Van het Reve.
Na de lagere school ging Van het Reve aan de slag als wever in een textielfabriek. Over hoe het Van het Reve verging in de fabriek lezen we in De Avonden, een boek dat zijn zoon Gerard Reve in 1947 zou schrijven. Van het Reve was zeer ongelukkig in de industrie, zijn verzet tegen het onvrije arbeidersbestaan zou zijn leven lang duren.

## Schrijven
Vanaf 1907 verschenen onder diverse pseudoniemen artikelen van zijn hand in Recht door Zee, een blad gewijd aan de belangen van de verdrukten en miskenden. Ook schreef hij artikelen in De Vrije Textielarbeider, het orgaan van de Landelijke Federatie van Textielarbeiders. Zijn vroegste politieke artikel dateert uit 1917. In zijn artikelen koos hij onveranderd de kant van de communisten (in die tijd vaak nog bolsjewieken genoemd). In 1918 vond Van het Reve een baan bij De Tribune, een dagblad met een sterk communistisch stempel. Hij begon als manusje-van-alles, maar ontwikkelde zich snel tot vakbekwaam journalist. Wegens ruzies binnen de communistische partij werd Van het Reve in 1930 ontslagen. Om geld te verdienen begon hij historische boeken te schrijven, waarvan De Voorsten (Amsterdam 1930) als de eerste Nederlandse communistische roman valt te beschouwen. Het boek verscheen in een Duitse en een Russische vertaling. Ook schreef hij talrijke kinderboeken, waarvan De avonturen van Mop en Strop (Amsterdam 1930, onder het pseudoniem Gerard Revers) het bekendste werd. Als George van Buuren schreef hij een pornografisch werkje: Marijke, De Preutsche (Amsterdam 1931). Hij zou nog vele boeken en boekjes publiceren.

## Politiek
Op 11 april 1918 werd Van het Reve gekozen tot bestuurslid van de afdeling Amsterdam van de Sociaal-Democratische Partij (SDP). In november 1918 werd de SDP omgedoopt in Communistische Partij Holland (CPH). In 1922 bezocht Van het Reve zonder mandaat het Cominterncongres in Moskou, hij maakte er de herdenking van de Russische Revolutie mee en zag Lenin en Trotski. In 1924 keerde Van het Reve terug naar Twente toen daar opnieuw stakingen uitbraken; een toespraak aldaar kwam hem te staan op twee maanden cel die hij in 1925 uitzat. In februari 1932 richtte hij Feiten uit de Sowjet-Unie op, een maandblad dat de Sovjet-Unie propageerde. Van het Reve was in de jaren 1931 tot 1933 eerst medewerker en later redacteur van Links Richten, het orgaan van het in 1928 opgerichte gelijknamige Arbeiders Schrijvers Collectief, dat vanaf 1932 nauw gelieerd was aan de CPH. De CPH was ook in persoonlijk opzicht voor Van het Reve van belang, want hij hield er binnen de partij enkele vriendinnen op na. Hij sprak daar, tot verdriet van zijn vrouw en zoons, openlijk over. Aan Van het Reves functies binnen de inmiddels tot Communistische Partij van Nederland (CPN) hernoemde partij kwam in 1938 een abrupt einde, toen hij het waagde kritiek te uiten op het boek De officiële geschiedenis van de Communistische Partij der Sovjet-Unie (Moskou 1938, Amsterdam 1939). Hij werd afgezet als algemeen secretaris. Ondanks zijn degradatie brak Van het Reve nog steeds niet met de CPN en publiceerde ook in de jaren 1938 en 1939 nog voor de partij. Pas na de oorlog zou Van het Reve afstand nemen van de CPN, aanvankelijk niet zo overtuigd. Het duurde nog tot 1971 toen hij in een interview vertelde zich te beschouwen als anticommunist. Toch verliet het geloof in een betere wereld hem nooit. In Amsterdam stemde hij op de Kabouterpartij, een partij die opkwam voor de minstbetaalden.

## Oorlog en verzet
Al vanaf 1933 verzette Van het Reve zich tegen het nationaalsocialisme. De bezetter liet hem na mei 1940 in eerste instantie met rust. Medio 1941 moest hij echter onderduiken. Dat lukte hem maar met moeite, omdat onder CPN-leden het gerucht circuleerde dat Van het Reve een verrader was met fascistische sympathieën. Het feit dat hij op veel plaatsen in Nederland ondergedoken zat, verhinderde hem niet actief deel te nemen aan het verzet en hulp te bieden aan Joden. In Gouda kwam Van het Reve in 1942 in contact met de Parool-groep en schreef hij verscheidene artikelen voor het blad van de verzetsgroep. In Rotterdam, waar hij in 1944 terechtkwam, redigeerde en verspreidde hij met anderen Het Parool.

## Het Parool
Kort voor de bevrijding ging Van het Reve naar Amsterdam, waar hij op 5 mei 1945 in het gebouw van De Telegraaf betrokken was bij de samenstelling van het bevrijdingsnummer van Het Parool. De Telegraaf was als 'foute krant' inmiddels verboden. Hij werd lid van de redactie van het inmiddels legale verzetsblad Het Parool. Zijn zoon Gerard trad al snel bij Het Parool in dienst als journalist.

## Gezin
Op 22 juli 1916 trouwde hij met Jannetta Jacoba (Net) Doornbusch (1892-1959). Na vier doodgeboren of kort na de geboorte gestorven kinderen werden in 1921 en 1923 twee zoons geboren: Karel en Gerard. Net Doornbusch overleed op 11 september 1959. Van het Reve hertrouwde op 23 september 1965 met Johanna (Jo) de Jong (* 1912) bij wie hij in Gouda ondergedoken had gezeten. In het begin van de jaren zeventig begon Van het Reve te kwakkelen met zijn geestelijke en lichamelijke gezondheid. In 1973 werd hij opgenomen in sanatorium Hoog Laren te Blaricum, waar hij twee jaar later overleed.